# Høje Gladsaxe
Høje Gladsaxe er et boligkompleks i det nordvestlige København beliggende i Gladsaxe Kommune, 9 km fra Københavns centrum. Komplekset består af fem 16-etagers blokke, to 9-etagers blokke og en række lavhuse. I nærheden ligger grønne arealer og Utterslev Mose. På trods af bebyggelsens forstadsmæssige betonkarakter er boligerne eftertragtede, og der er ikke nævneværdige ghettoiseringsproblemer eller kriminalitet i området.
Høje Gladsaxe består af fem boligforeninger: Arbejdernes Boligselskab i Gladsaxe, FSB Gladsaxe, Lejerbo, AAB og boligforeningen 3B.
Udover store grønne arealer er der en stor folkeskole, tre daginstitutioner, et værested, to ungdomsklubber, et seniorcenter, en kirke, et bibliotek og to butikstorve i området.

## Områdets forhistorie og planlægning af byggeri
På stedet hvor Høje Gladsaxe ligger i dag, lå der før to større gårde, Hyldegården og Lundegården, som i dag er navnene på to børnehaver og et fritidshjem i området. I 1930 og 1938 blev gårdene overtaget henholdsvis af Københavns og Gladsaxe Kommune med henblik på senere byudvikling i området. Allerede i 1943 kom det første udspil om et ambitiøst boligbyggeri med omkring 6.000 boliger på plads. Projektet voksede i løbet af 50´erne, og til sidst besluttede bygherrerne i samarbejde med den sidste tilbageværende andelsboligforening Arbejderbo at projektet skulle være banebrydende for den nye montagebyggeri-teknik.

## Byggeriet
Bygherrerne var: Arbejdernes Andels-Boligforening, Arbejdernes Boligselskab i Gladsaxe Kommune, Fagforeningernes Boligforening for København og Omegn, Boligselskabet Lejerbo samt Foreningen Socialt Boligbyggeri ved Arbejderbo.
Arkitekter var Jørgen Juul Møller, Kai Agertoft, Hoff og Windinge og Alex Poulsen; Sven Hansen, Morten Klint og Andreas Bruun var landskabsarkitekter, mens ingeniørerne var P.E. Malmstrøm (konstruktioner og byggeplanlægning) samt Henning Hansen, Erik Carlsen og Jens E. Frølund (installationer), Mogens Balslev (El-installationer) og M. Folmer Andersen (vejanlæg). Institut for Centerplanlægning optrådte som konsulent mht. indkøbscentret.
Gladsaxeplanen blev bygget i 1960'erne i en tid med stor vækst i kommunen under Erhard Jakobsens borgmesterperiode. På sin tid var Høje Gladsaxe det mest moderne byggeri i Danmark, med den nye teknik industrialiseret montagebyggeri kunne det enorme byggeri gennemføres på under tre år 1963-66. Tanken bag byggeriet var, at hele området skulle fungere som en lille by, og i det nærliggende center kan beboerne handle ind og besøge læger eller ordne offentlige anliggender. Der findes også børnehaver, vuggestuer, en kirke og en skole, Grønnemose Skole, i området.

## Omdømme
Høje Gladsaxe har været kritiseret for at være for koldt og umenneskeligt med sin grå, firkantede stil. I 1991-93 blev hele komplekset dog gennemmoderniseret ved A5 Tegnestuen, så det har fået inddækkede altaner med en mere livlig blå farve. I 2012 blev en del af parkeringsarealet ombygget til et aktivitetsområde kaldet Byens Arena, hvor det er muligt at dyrke parkour og anden motion.

## Høje Gladsaxe Torv
Det 54 år gamle Høje Gladsaxe Center er løbende blevet moderniseret og udviklet. Blandt de større lejere findes Lidl, JYSK, MyHome, Netto og Gladsaxe Bibliotek. Høje Gladsaxe Center blev købt af Helleruphus i 2016, sidenhen har centerets interiør blevet fjernet, og butikkernes indgang er udelukkende foran centerets facade. Halvtagets facade er også blevet renoveret og er bl.a. blevet udskiftet med lyse træplanker, i stedet for det gamle hvide beton, som det havde siden centerets debut tilbage i 1966.

## Kendte personer fra Høje Gladsaxe
- Fagforeningsbossen Bente Sorgenfrey flyttede som 10-årig i 1966 med sine forældre og lillebror til Høje Gladsaxe.[4]
- Forfatteren Camilla Christensen beskrev i sin roman "Jorden under Høje Gladsaxe" fra 2002 en "næsten taber" ved navn Arthurs liv i boligområdet.
- De berømte danske landsholdsspillere Peter Schmeichel og Dennis Rommedahl er opvokset i Høje Gladsaxe, og slog deres første folder i den lille idrætsklub Høje Gladsaxe Idrætsforening (HGI).
- Den verdenskendte filminstruktør Bille August flyttede som dreng til Høje Gladsaxe sammen med sin familie i efteråret 1964. Han boede i Høje Gladsaxe 45 fra han var 15 år og til han tre år senere flyttede til Stockholm for at gå på filmskole. Hans far, den landskendte hypnotisør Frithiof August, forblev boende i Høje Gladsaxe frem til 1975.
- En slægtning til filosoffen Søren Kierkegaard, Anders Andersen Kierkegaard, ejede Lundegården, der lå i området omkring Grønnemose Skole. Søren Kierkegaard opholdt sig ofte der i sin barndom, og efter sigende skulle hans dårlige ryg stamme fra et fald fra et træ i området.[5]
- Basim Moujahid fra X Factor 2008 er opvokset i Høje Gladsaxe, og har gået på Høje Gladsaxe Skole (nu Grønnemose Skole).
- Anis Ben Slimane, midtbanespiller for Brøndby IF (tidligere AB) og Tunesiens fodboldlandshold (bl.a. VM i fodbold 2022), er opvokset i Høje Gladsaxe og har også gået på Grønnemose Skole.

## Ekstern henvisning
- 40-års jubilæumsskrift for Høje Gladsaxe (Webside ikke længere tilgængelig)
- 50 års jubilæumsskrift for Høje Gladsaxe, 2014